# Leon Ljunglund

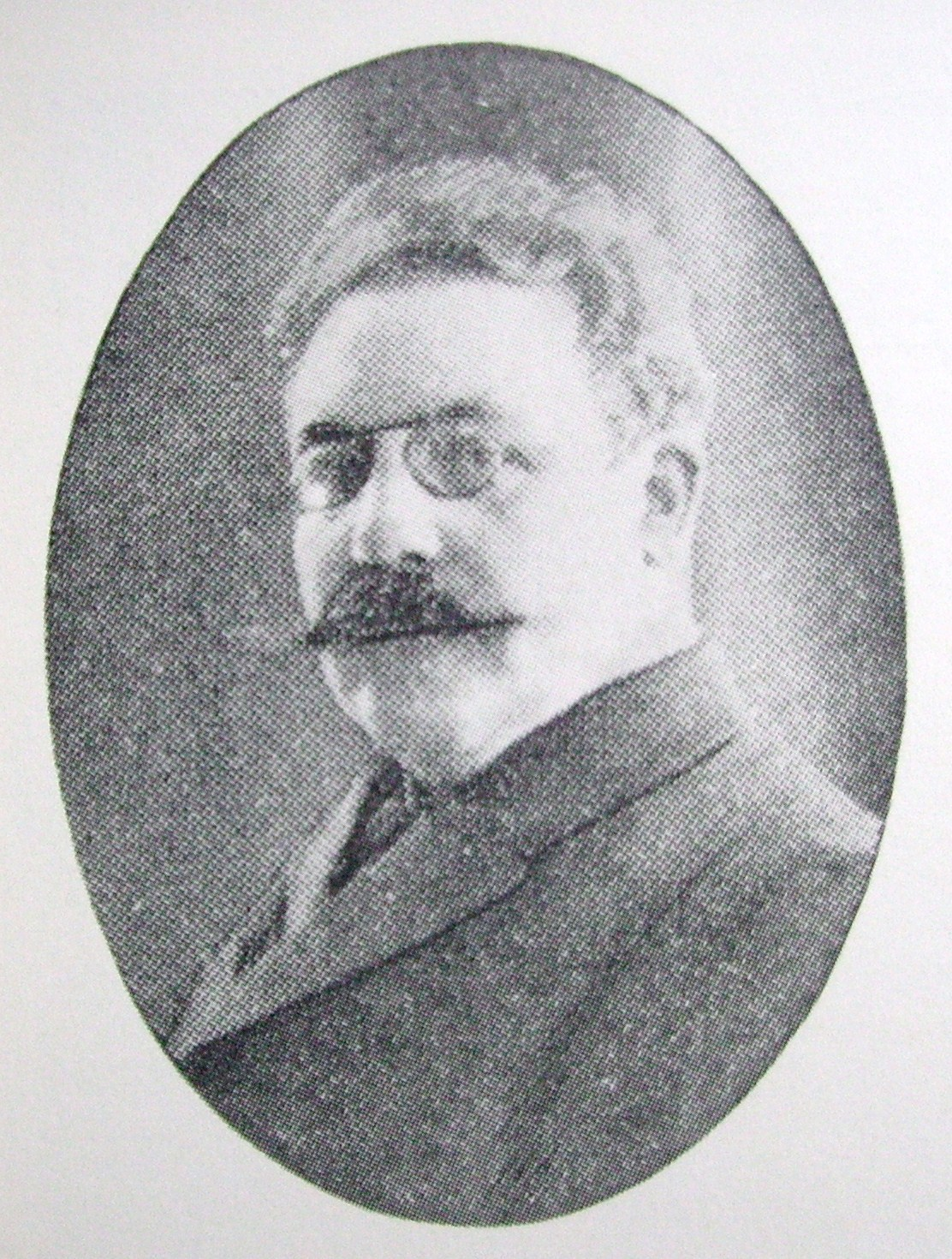
Leon Ljunglund.

Leonard (Leon) Kristian Vinfrid Ljunglund, född 13 november 1867 i Kläckeberga församling, Kalmar län, död 28 juli 1946 i Oscars församling, Stockholms stad, var en svensk politiker och journalist; riksdagsman för Första kammarens nationella parti 1926–1929.

## Biografi
Leon Ljunglund blev student vid Lunds universitet 1885, redigerade 1888–1891 Skånska Dagbladet, 1901–1906 Stockholmsbladet och var 1906–1936 huvudredaktör och ansvarig utgivare för Nya Dagligt Allehanda.
Under Ljunglunds ledning gick Nya Dagligt Allehanda först starkt framåt, men minskade sedan sin upplaga kraftigt. Den stödde från 1934 till 1936 den tyska regimen under Hitler och innehöll antisemitiska inslag bland annat riktade mot familjen Bonnier. I samband med Axel Wenner-Grens övertagande av Nya Dagligt Allehanda 1937 tvingades Ljunglund lämna tidningen.
Ljunglund gjorde sig känd för sina temperamentsfulla, personligt hållna, ofta impulsiva, ledarartiklar i utrikes- och försvarspolitiska frågor och sin livliga polemik mot socialdemokratin. Under första världskriget och senare gav Ljunglund uttryck åt utpräglat tyska sympatier. Han hade utpräglat filosofiska intressen och utgav 1914 en skrift om Lifvets bejakande.
I pressens fackliga sammanslutningar hade Ljunglund en framträdande roll, bland annat som ordförande i Publicistklubben och som mångårig styrelseledamot i tidningsutgivareföreningen och Högerpressens förening. I   Allmänna valmansförbundet hade han som praktisk högerpolitiker stort inflytande. Han blev 1923 hedersdoktor (doctor honoris causa rerum politicarum) vid universitetet i Freiburg.